# Vixsinusia polichomriella
Vixsinusia polichomriella is een vlinder uit de familie van de snuitmotten (Pyralidae). De wetenschappelijke naam van de soort is voor het eerst geldig gepubliceerd in 1970 door Amsel, die tevens Rhinogradentia steineri heeft gepubliceerd.  De status van het type van de soort Vixsinusia polichomriella is onbekend, land en plaats van herkomst zijn eveneens onbekend. Ook is de verblijfplaats van het typemateriaal onbekend.